# 豐田AE86
丰田AE86是豐田生產的兩款小巧、輕量、經濟效益取向的高性能轎車“卡罗拉 Levin和Sprinter Trueno”的第四代產品的代号。「A」代表車型搭載了丰田4A系列发动机，「E」代表是卡羅拉車系的底盘代号，「8」代表第五代卡羅拉（即E80系列），而「6」代表是該世代第六款衍生車型。AE86被著名日本賽車動漫《頭文字D》所推廣，變成家傳戶曉的一代日系跑車。2012年，豐田和速霸陸共同推出了致敬AE86的双门跑车—丰田GT86。

## 歷史
丰田于1972年推出基于卡罗拉而来的运动取向车型“Sprinter Trueno”和“Corolla Levin”，而早在1968年，“Sprinter Trueno”的上级车型“Sprinter”就已面世。
“Levin”一词在古英語为“閃電”之意，而“Sprinter Trueno”的“Trueno”一词在西班牙語中有“雷鳴”之意，在日本，AE86有着Hachi-Roku的外号，意即“86”，在美国，AE86以“卡罗拉 GT-S”和“卡罗拉 SR5”的形式发行。
1983年，从后驱调整为前驱的第五代卡罗拉於5月面世，同期的Levin\Trueno在当时丰田前置底盘不能应对高性能发动机的情况下仍然沿用了第四代卡罗拉的后驱底盘而改款。成为了卡罗拉车型中最后一代后驱车型。
在日本國內，Sprinter Trueno是在丰田Vista分店发售，而卡罗拉 Levin則由丰田卡罗拉分店发行，此外还有比AE86动力输出略低的AE85系列车型，Sprinter Trueno和Levin同样搭载了1.6升自然吸气直列四缸发动机。外观除了三門掀背形式之外还有以“GT”为名的双门轿跑，Levin採用的固定式前大灯，而Sprinter Trueno是翻蓋式前大燈。
1985年，AE86进行改款，均在外觀上作出了少許改動，GT APEX车型更加上黑色尾翼。
1987年，丰田推出“黑色限量版”AE86，限量400部，外观以纯黑色示人，轮毂以金色示人，此後AE86終止生產，之后的Levin和Sprinter Trueno车系转为前驱车型，直至1999年被七代Celica取代。
由于知名日本飆車漫画作品頭文字D的影响，AE86廣受大眾歡迎。受86熱潮的影響，丰田于2009年东京车展推出名為FT-86的双门概念车，最终量产车型于2012年4月以丰田86的形式登场，另有分支车型斯巴鲁BRZ和赛扬FR-S。
此外在中国大陆，第11代和12代卡罗拉在广汽丰田的渠道下也使用了“Levin（雷凌）”这一名称发售。

## 技術、配置
AE86系列主要搭载了1.4升和1.6升自然吸气直列四缸发动机（代号3A-U/4A-C/4A-GE/4A-GEC）。
4A-GE應用了不少先進技術，像是頂置雙凸輪軸控制每汽缸四汽門、燃油噴注系統等，在6600转时可以输出130匹马力，在5200转时输出152牛米扭矩，應付重約900千克的車體可謂綽綽有餘，但在低转速区间的输出却不尽人意，此后直到2002年，4A-GE发动机经历了多次调整，成为丰田的高性能直列四缸发动机之一。
變速器方面，AE86型原廠標配5前速手動變速箱，後期可选4前速自動變速箱，原装配备限滑差速器（LSD）。
AE86使用四輪通風碟式刹车方式，前懸吊採用麥弗遜式獨立懸吊系統，後懸吊採用四連桿硬軸非獨立懸吊系統，前輪及後輪到懸吊頂端（俗稱的「塔頂」）均安裝有穩定連桿（俗稱的「塔頂巴」），配合后驱布局和轻巧的重量，在弯道的表现非常优异，在世界各地的漂移赛场上常能看见它的踪影。

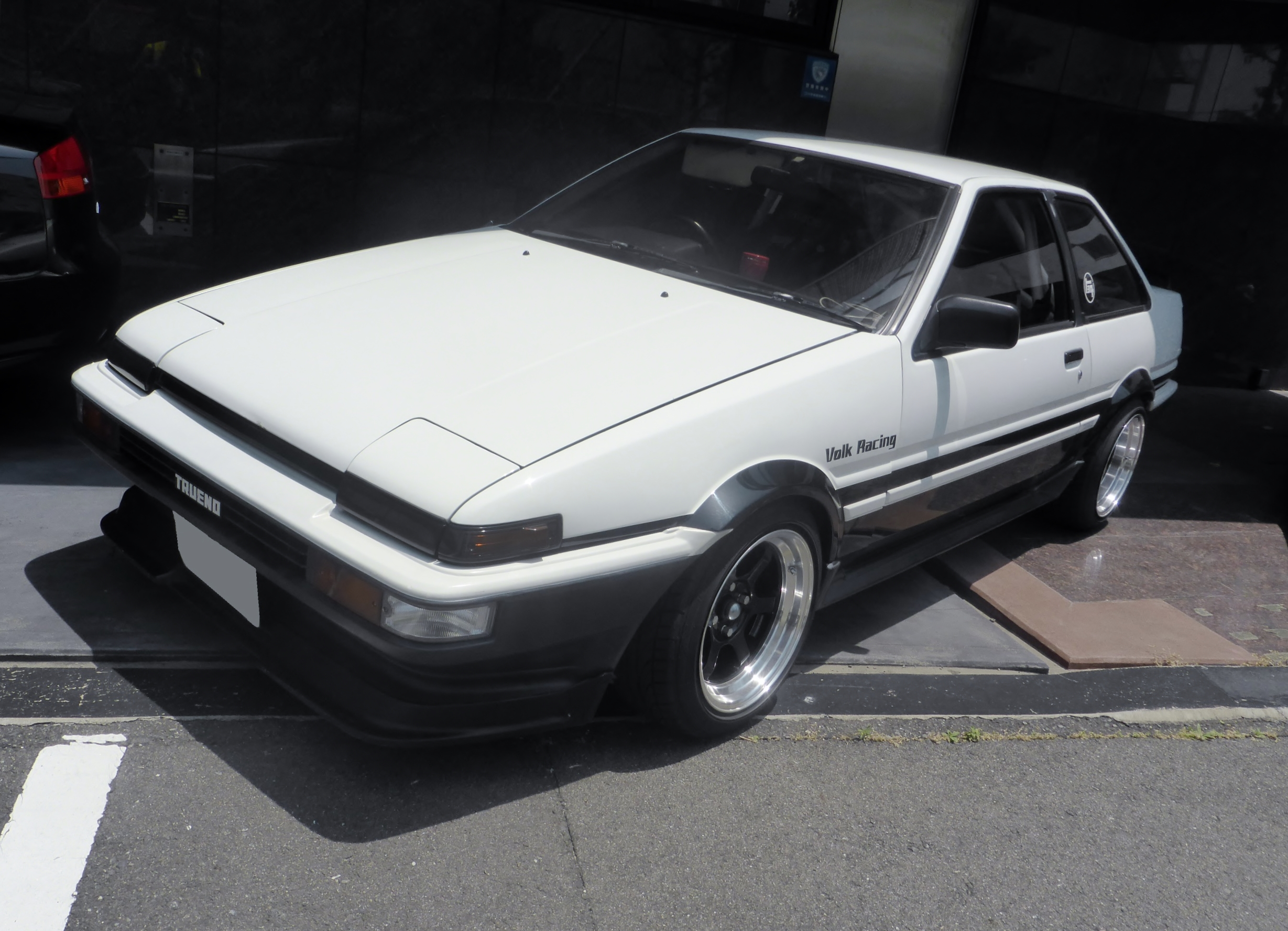
双门AE86（Trueno）

在北美和中東市場的发售的车型在前後保險槓、側裙的安裝位置相對日本版的較低，更顯運動氣息，門面板一體成型，轉速表的紅線區从7500轉每分開始，方向盤、座椅等表層也以皮革覆蓋（前座椅和SR5完全相異），可原廠選裝限滑差速器、鋁合金輪圈等配件，只配备5前速手動變速箱和翻蓋式前大燈。底盘代号为AE88，使用6.7的后差速器。
美规低配车型SR5搭载了1.6升自然吸气直列四缸发动机（代号4A-C），後輪無限滑差速器，使用鼓式刹车。底盘调校比GT-S车型更为柔软，外观也與GT-S不一樣，像是座椅、儀錶盤、門面板、未上色的前後保險槓而且保險槓和安裝位置和日本版的一樣，也僅有翻蓋式前大燈，但SR5可以原廠選裝4速自動變速箱。廠方代號維持AE86不變。使用6.38的后差速器。
日规AE86的4A-GEU发动机搭載於Levin或Sprinter Trueno的GT、GT-APEX以及GTV（它們的主要差別在於塗裝）三大车型上。GT车型的重量是最轻的（910千克）外观和GTV车型相同，內部采用AE85的风格，後輪配備的是鼓式刹车系統。
歐洲版的AE86名為卡罗拉 GT，使用和日规Levin相同的固定式前大燈。

## 型號

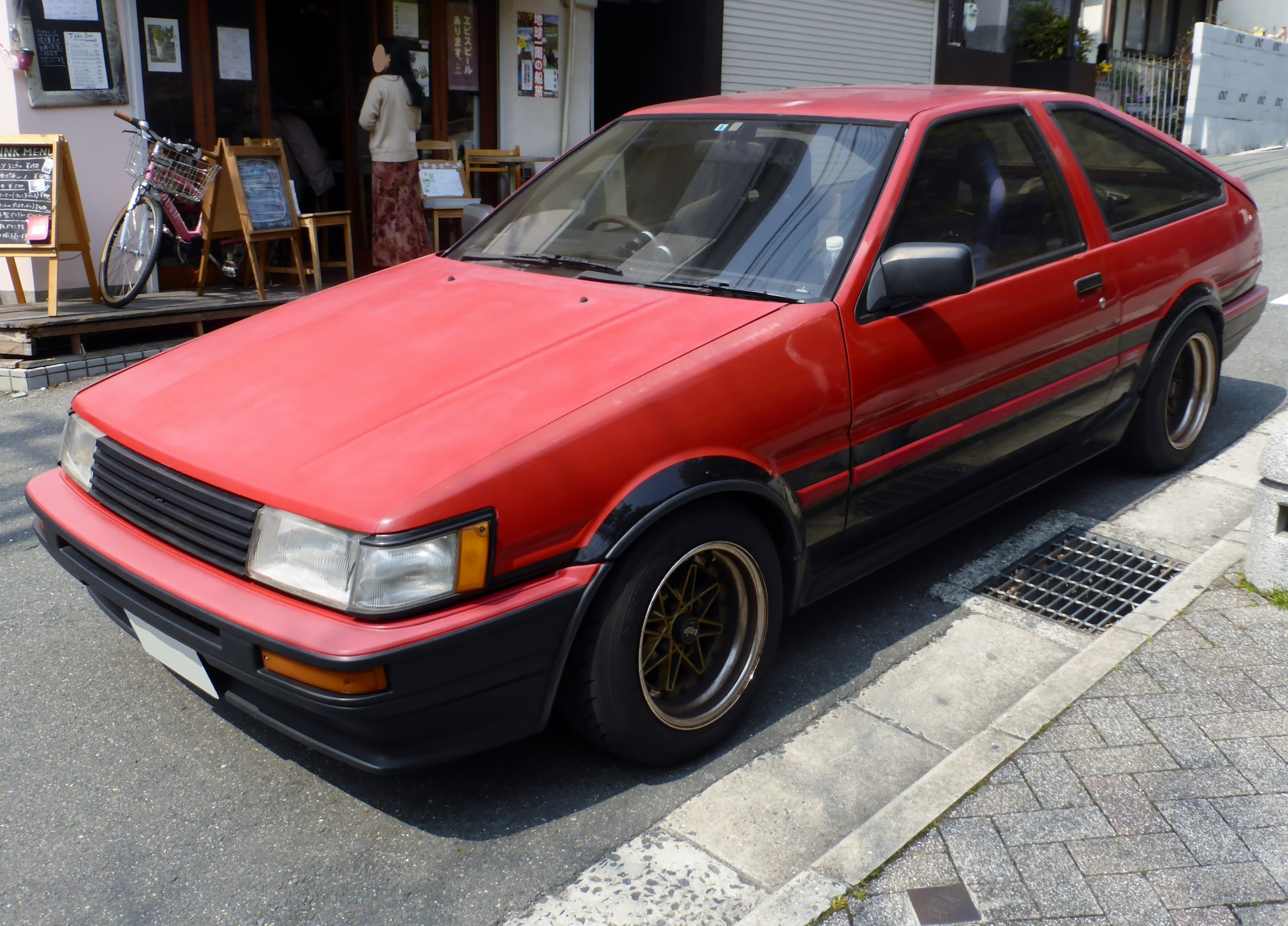
Levin GT APEX 三門版

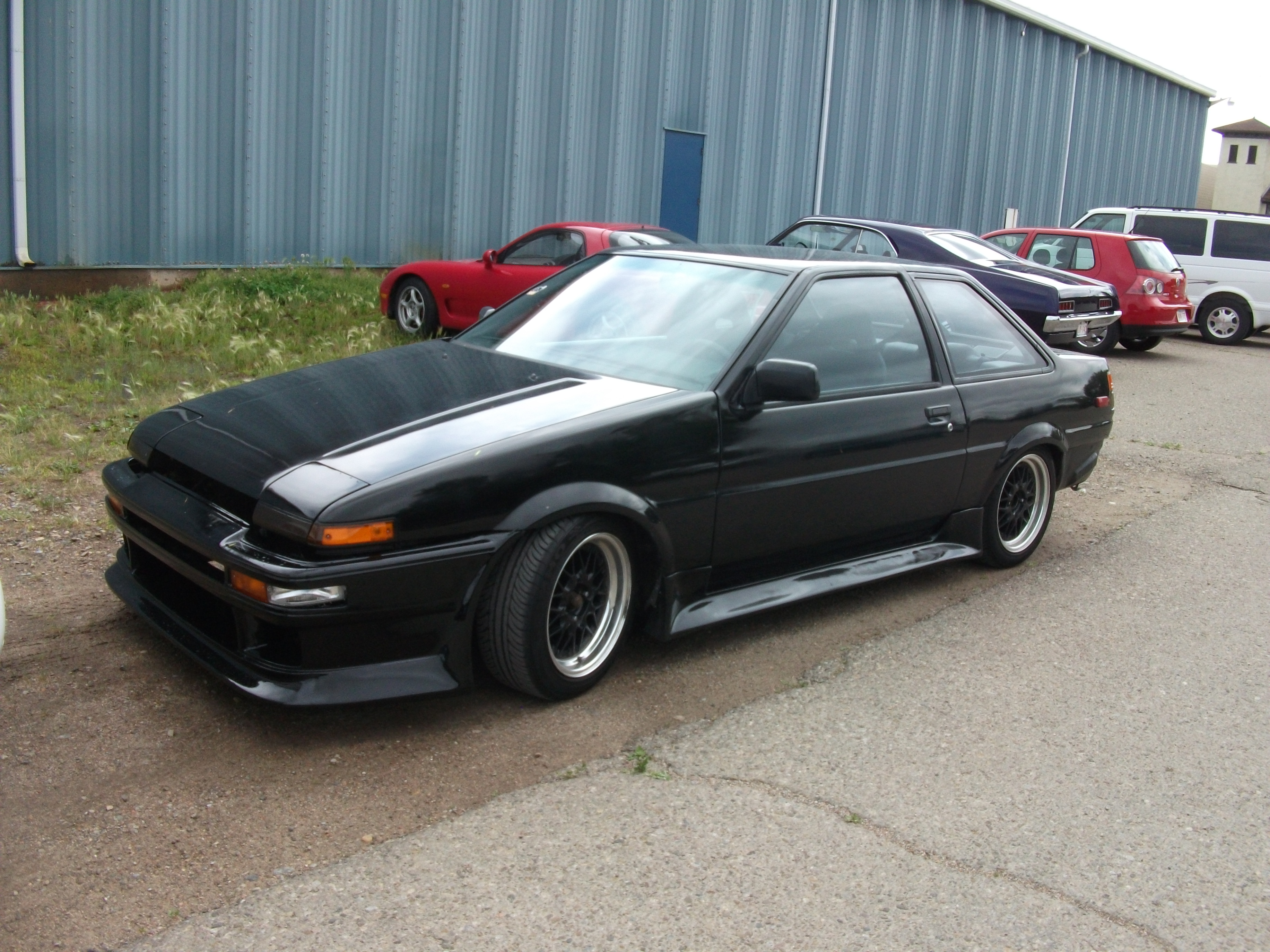
美规AE88

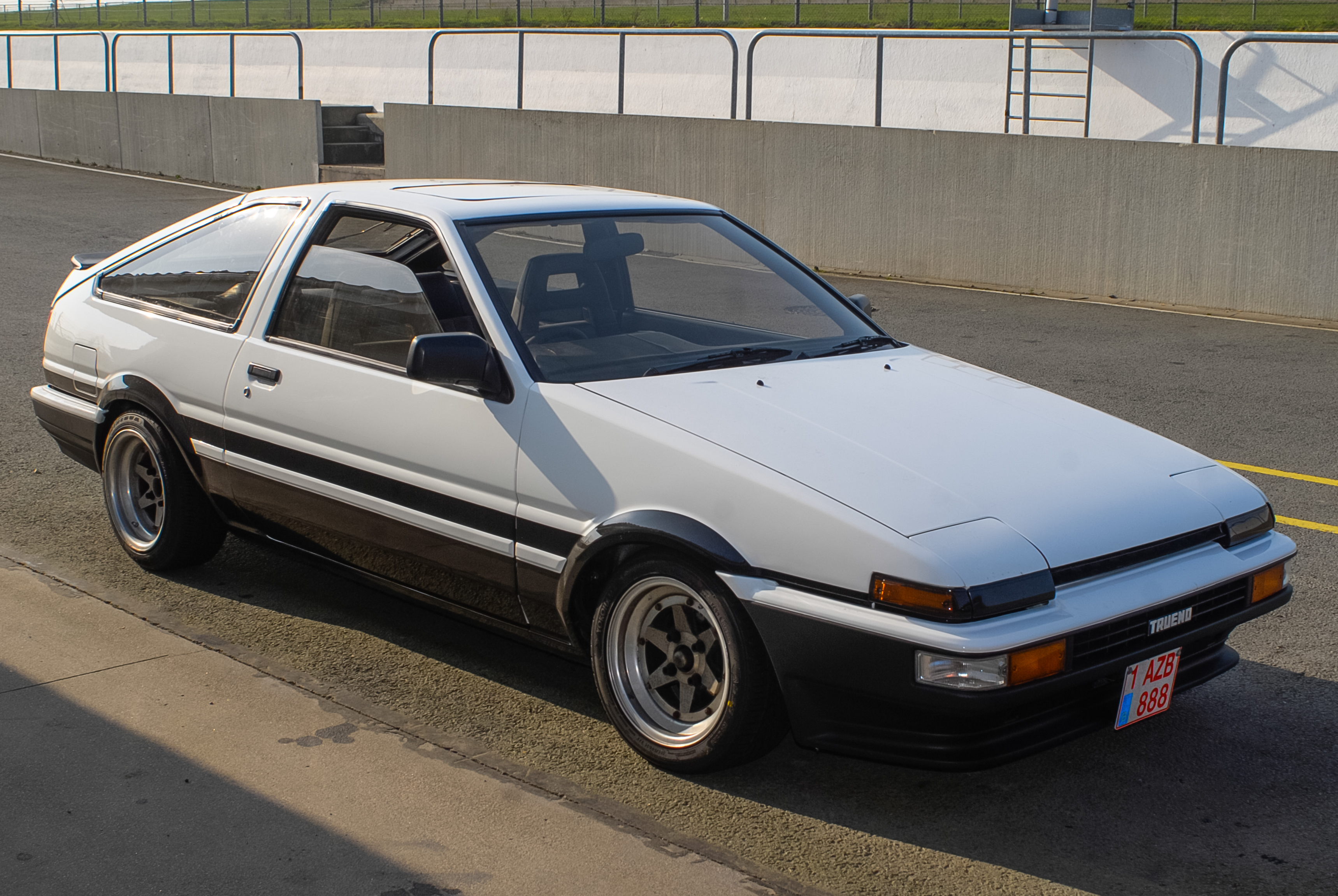
Sprinter Trueno

### 日本版
Sprinter Trueno有分為五種型號：
- Trueno GT-APEX 三門版
- Trueno GTV 三門版
- Trueno SR 三門版
- Trueno GT-APEX 雙門版
- Trueno GT 雙門版

Corolla Levin有分六為種型號：
- Levin GT APEX 三門版
- Levin GTV 三門版
- Levin SR 三門版
- Levin GT-APEX 雙門版
- Levin GT 雙門版
- Levin SE 雙門版

### 北美版
全部均以Corolla的名義發售：
- Corolla DX (AE85)
- Corolla SR5
- Corolla GT-S (AE88)

## 電動及氫能版本
2023年1月，豐田汽車社長豐田章男於東京汽車改裝展覽中發布了基於兩款車身的新能源動力系統的AE86；
- 電動版本：基於Levin車系改裝而成，新車使用來自於凌志的純電技術，用上Tundra （页面存档备份，存于） HEV的電子馬達，配以Prius PHEV的電池，加上電腦程式模擬的類手速變速箱。後座因要放置電池而被拆除，亦補上加強剛性用的防滾架；名為「AE86 BEV」。

- 氫能版本：基於Trueno車系改裝而成，新車雖引進類似Collora H2 Concept賽車的技術，但保留了經典的4A-GE引擎及T50手動變速箱，車尾箱再搭載兩組源自Mirai的氫氣儲存系統；名為「AE86 H2」。

兩部概念車皆配上黑白雙拼色，車門貼有綠色"EV"或藍色"H2"貼花、仿頭文字D藤原豆腐店款式的貼紙，但標語改為氫能源車（實驗用）及電動車（實驗用）。

## 圖集

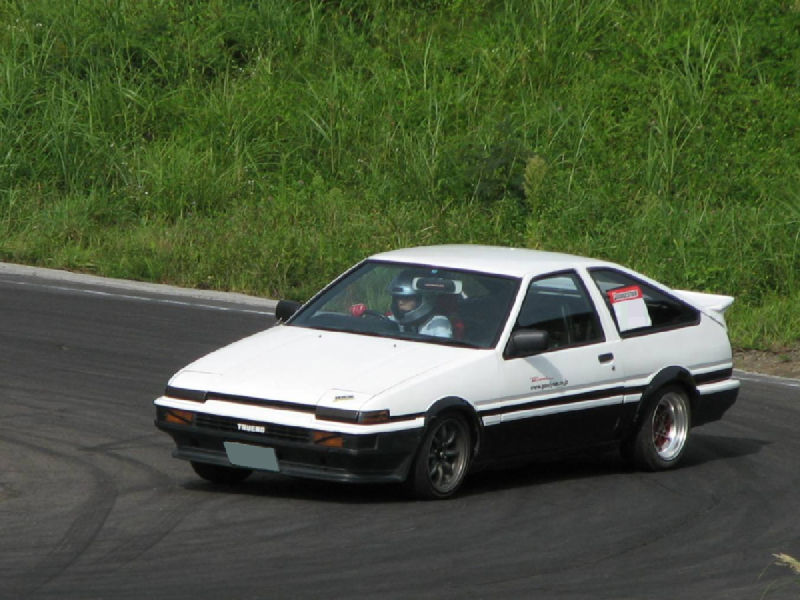
賽道上的AE86
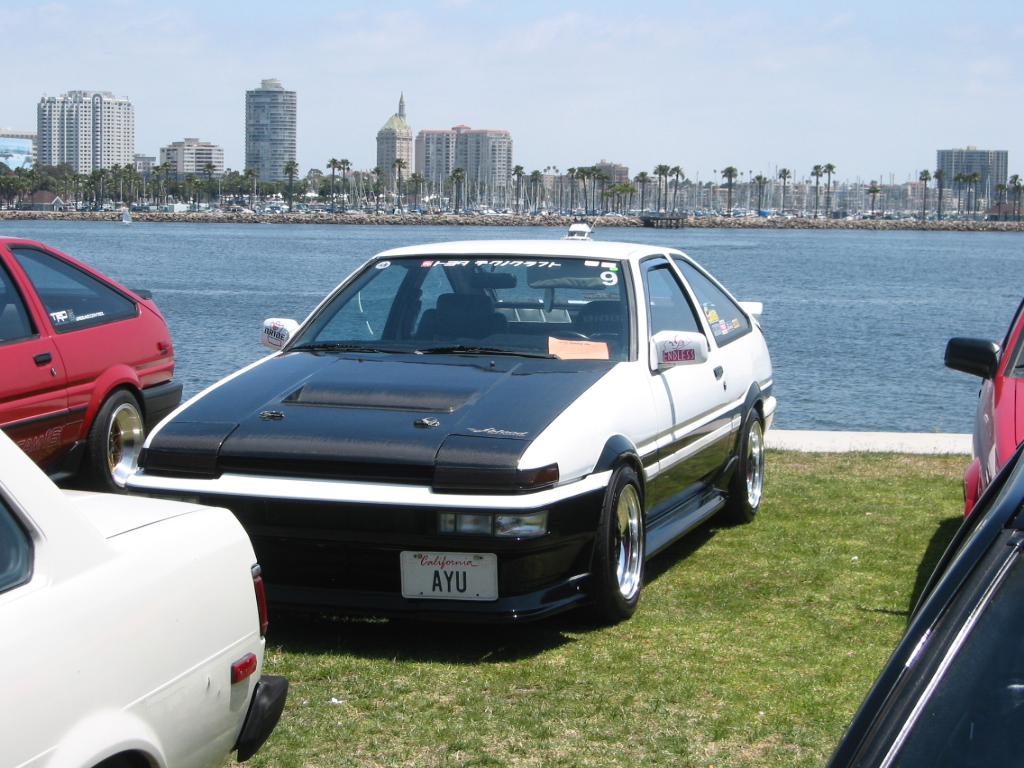
美規AE86
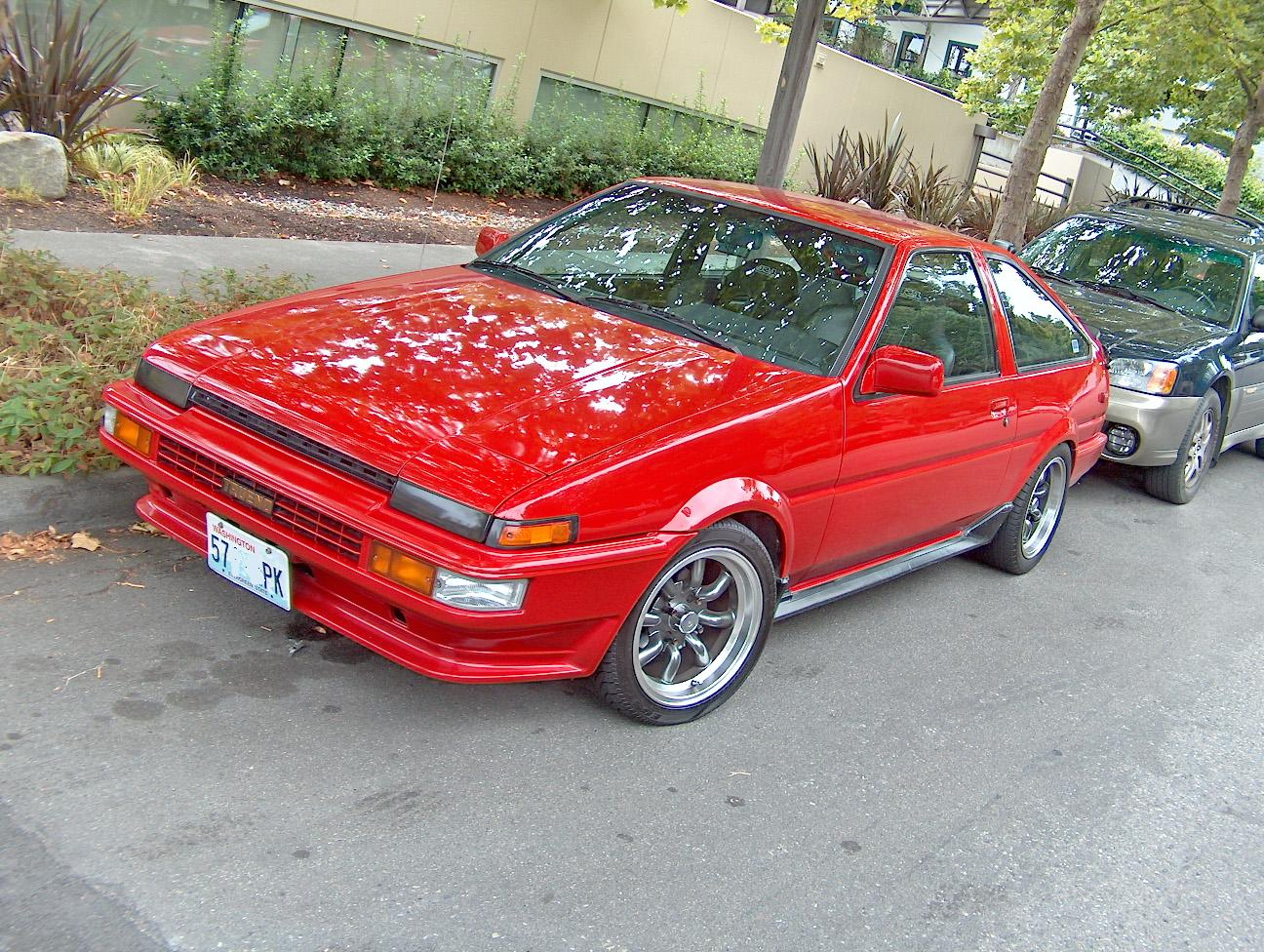
美規AE86
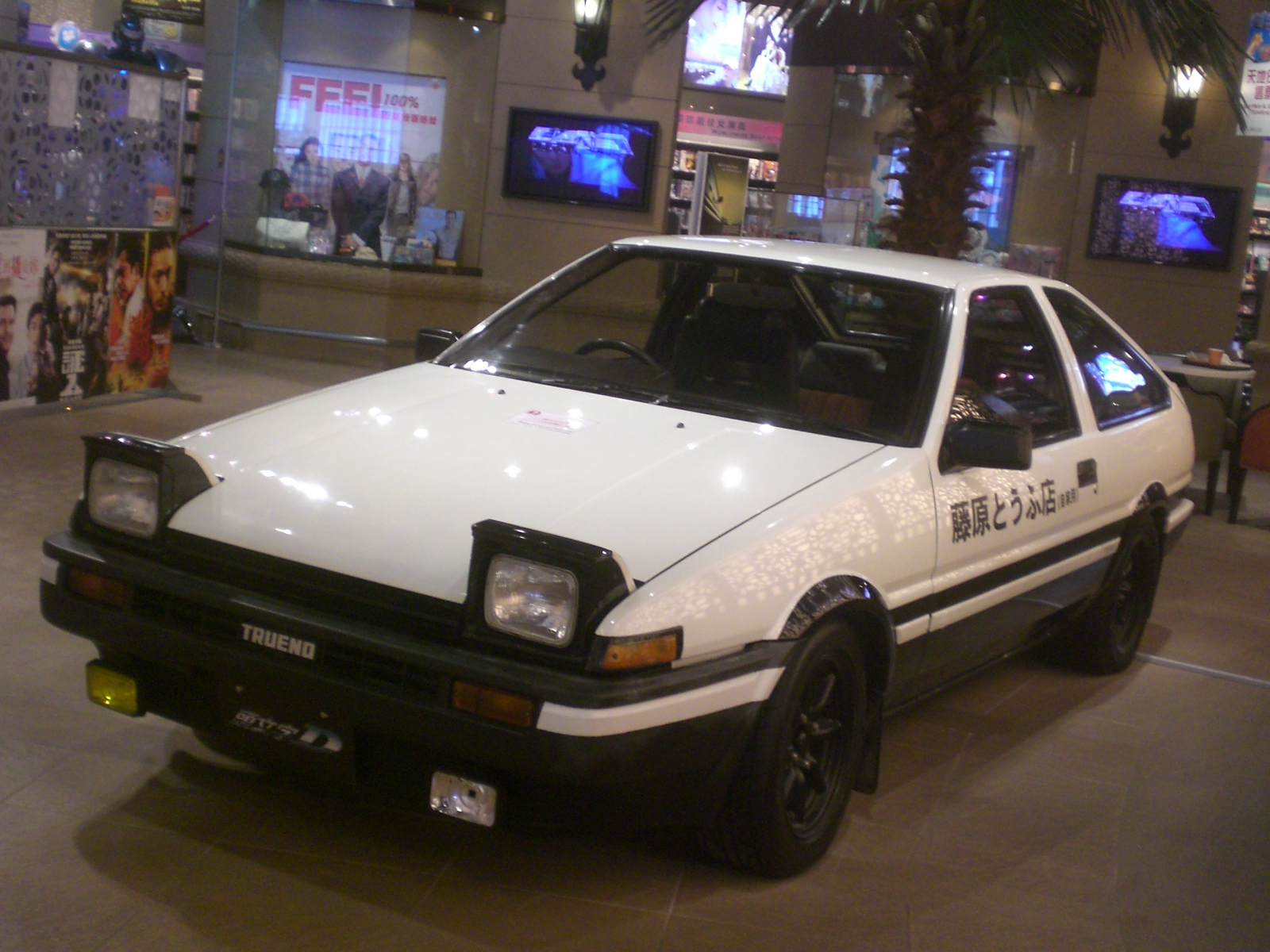
位於香港機場翔天廊餐廳的頭文字D樣式AE86
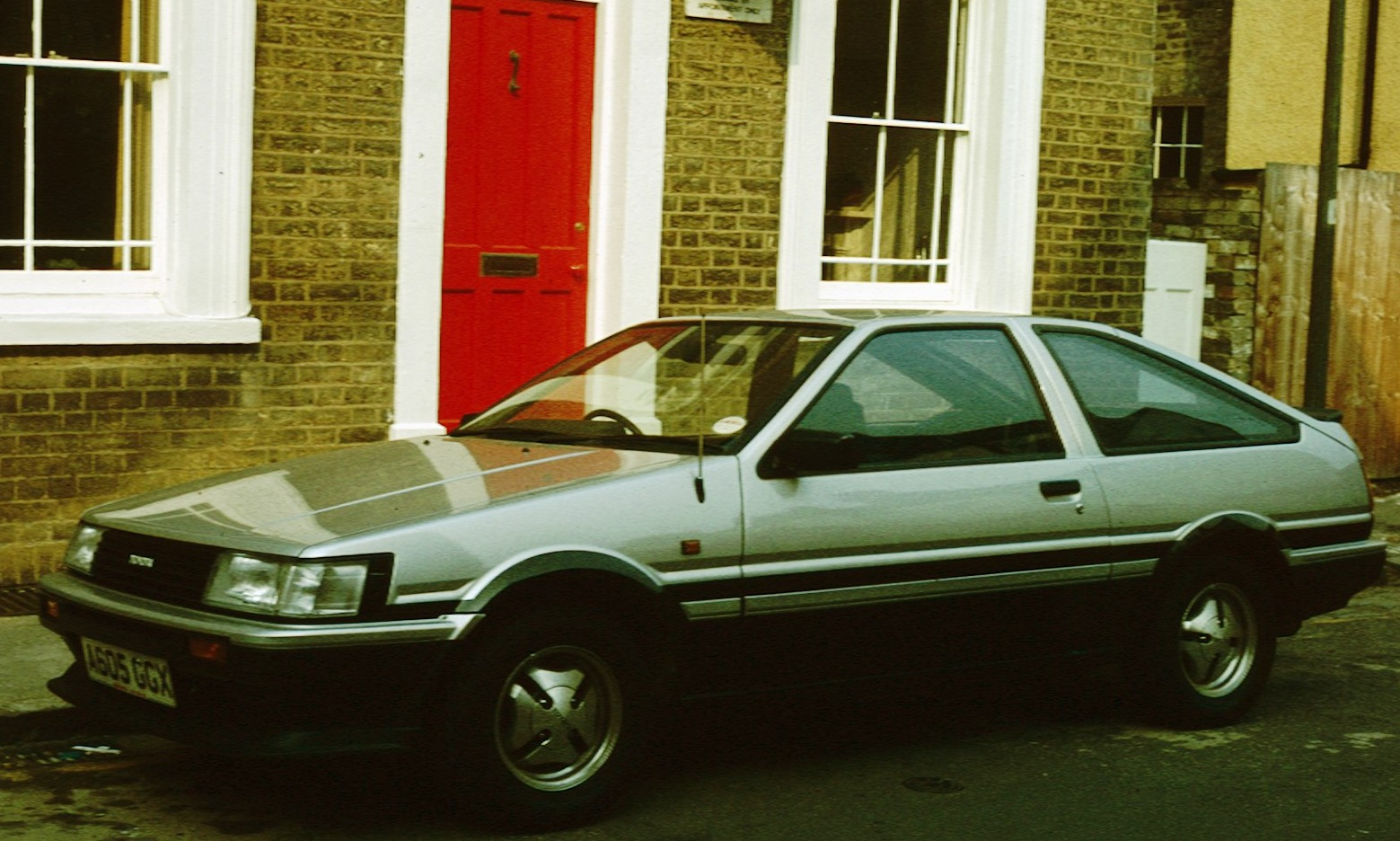
歐規AE86